# Wojciech Pazdur
Wojciech Pazdur (ur. 14 marca 1960 w Makowie Podhalańskim, zm. 21 maja 2013) – polski poeta, dziennikarz, konferansjer, działacz opozycji demokratycznej oraz działacz studencki w okresie PRL-u.

## Życiorys
Wiersze zaczął pisać jeszcze w liceum. W 1979 r., rozpoczął studia na Uniwersytecie Jagiellońskim w Krakowie, a dwa lata później debiutował na łamach dwutygodnika Student. W trakcie studiów założył także kabaret "Trzecia siła", który do momentu ogłoszenia stanu wojennego zdążył wystawić zaledwie cztery spektakle. Był członkiem Niezależnego Zrzeszenia Studentów (NZS) w Krakowie, a także podziemnej struktury Krakowskiej Komisji Wykonawczej NZS w latach 1982–1984. Współpracownik krakowskiego radia NSZ. Od 1990 był przez kilka kadencji radnym rady miasta i gminy w Makowie Podhalańskim. Jako konferansjer prowadził makowską edycję Tydzień Kultury Beskidzkiej.
Swoje wiersze publikował między innymi w Odrze, Powściągliwości i Pracy, Tygodniku Kulturalnym. Po 1989 r., jako dziennikarz współpracował z prasą, w tym dziennikami małopolskimi, a także z pismami kulturalnymi.
Pierwszy tomik wierszy wydał w 1999 r.

## Twórczość
- Dwie Marie (Stowarzyszenie Gmin Babiogórskich; Zawoja; 1999; ISBN 83-909470-3-X)
- 4 i pół (Stowarzyszenie Gmin Babiogórskich; Zawoja; 2007)